# Massendorf (Spalt)

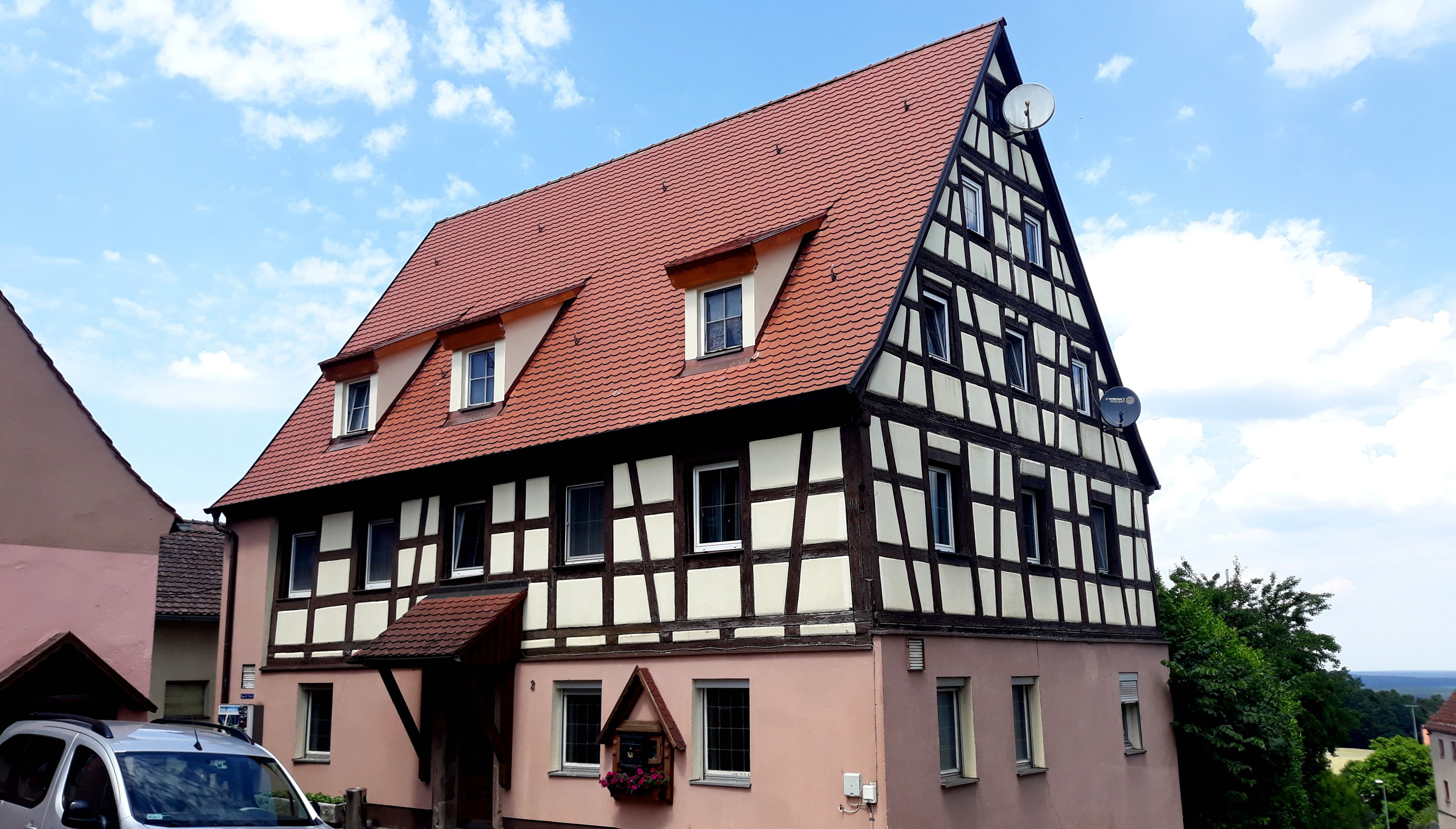
Massendorf, Am Berg 2. Baudenkmal und ehemaliges Gasthaus

Massendorf (fränkisch: Massndoaf) ist ein Gemeindeteil der Stadt Spalt im Landkreis Roth (Mittelfranken, Bayern). Massendorf liegt in der Gemarkung Mosbach.

## Geografische Lage
Das Dorf befindet sich am Fuß des Massenbergs (516 m ü. NHN), der sich südwestlich des Ortes erhebt. Im Südwesten grenzt das Flurgebiet Jakobsbuck an, im Westen das Flurgebiet Breitig und im Osten das Waldgebiet Winkel und die Massendorfer Schlucht. Die Kreisstraße RH 39 führt nach Spalt (1,8 km südlich) bzw. nach Obersteinbach ob Gmünd (2,3 km nordöstlich). Eine Gemeindeverbindungsstraße führt nach Güsseldorf zur Kreisstraße RH 6 (1,2 km südöstlich).

## Geschichte
Bei Massendorf wurden zwei Steinbeile gefunden, die aus der Steinzeit stammen.
Der Ort befand sich verkehrsgünstig am Mildacher Steig, einer Altstraße aus der Zeit der Karolinger, der von Spalt über Abenberg nach Zirndorf führte. Erstmals urkundlich erwähnt wurde er 1294 als „Massendorf“, als der Eichstätter Bischof Reinboto von Meilenhart vom Regensburger Bischof Heinrich II. von Rotteneck u. a. die Vogtei über dieses Dorf eintauschte. Zuvor hatte die Burggrafschaft Nürnberg diese Orte vom Regensburger Bischof zu Lehen bekommen. Ab 1447 gehörte dem Hochstift Eichstätt dort ein Hof. 1508 verkaufte der Schwabacher Bürger Hans Linck zwei Güter an Eichstätt. Im 17. Jahrhundert kamen durch Ausbau zwei weitere Anwesen und das Gemeindehirtenhaus hinzu. Das Bestimmungswort des Ortsnamens ist Masso, der Personenname des Siedlungsgründers.
Im Salbuch des Spalter Chorherrenstift St. Nikolaus von 1460 ist für Massendorf ein Anwesen aufgelistet, 1517 und 1549 sind es jeweils zwei und 1619 schließlich drei (2 Güter, 1 Gütlein).
Der Hauptmannschaft Enderndorf der Reichsstadt Nürnberg unterstanden 1529 4 Untertansfamilien.
1671 gab es im Ort 11 Anwesen, von denen 3 dem Kastenamt Spalt, 3 dem Kapitel in Spalt, 3 dem Reichen Almosen der Reichsstadt Nürnberg, 1 dem Nürnberger Eigenherrn von Holzschuher und 1 dem Stift Marienburg unterstanden.
Gegen Ende des 18. Jahrhunderts gab es in Massendorf 12 Anwesen und ein Gemeindehirtenhaus. Das Hochgericht übte das eichstättische Pflegamt Wernfels-Spalt aus. Die Dorf- und Gemeindeherrschaft hatte das Kastenamt Spalt. Grundherren waren das Hochstift Eichstätt (Kastenamt Abenberg, Stift Marienburg: 1 Gütlein; Kastenamt Spalt: 1 Ganzhof, 2 Halbhöfe, 1 Gütlein; Kollegiatstifte St. Emmeram und St. Nikolaus: 1 Halbhof, 1 Gütlein), die Reichsstadt Nürnberg (Landesalmosenamt: 3 Köblergüter; Siechkobelstiftung St. Jobst: 1 Ganzhof) und das pfalz-bayerische Kastenamt Hilpoltstein (1 Leerhaus).
Im Rahmen des Gemeindeedikts wurde Massendorf dem 1808 gebildeten Steuerdistrikt Mosbach und der 1811 gegründeten Ruralgemeinde Mosbach zugeordnet. Im Zuge der Gebietsreform in Bayern wurde diese am 1. Mai 1978 nach Spalt eingemeindet.

### Baudenkmäler
In Massendorf gibt es acht Baudenkmäler:
- Am Berg 2: ehemaliges Gasthaus
- Steinbacher Str. 3: ehemaliges Wohnstallhaus
- Steinbacher Str. 7: ehemaliges Wohnstallhaus mit Scheune
- Wegkreuz
- zwei Bildstöcke
- Wegkapellen[19]

### Einwohnerentwicklung
| Jahr      | 001818 | 001840 | 001861 | 001871 | 001885 | 001900 | 001925 | 001950 | 001961 | 001970 | 001987 | 002015 | 002023 |
| Einwohner | 79     | 82     | 83     | 77     | 87     | 94     | 73     | 95     | 74     | 81     | 67     | 50     | 61     |
| Häuser    | 15     | 14     |        |        | 15     | 14     | 14     | 14     | 14     |        | 15     |        |        |
| Quelle    | [ 21 ] | [ 22 ] | [ 23 ] | [ 24 ] | [ 25 ] | [ 26 ] | [ 27 ] | [ 28 ] | [ 29 ] | [ 30 ] | [ 31 ] | [ 1 ]  | [ 1 ]  |

## Religion
Der Ort ist römisch-katholisch geprägt und bis heute nach St. Emmeram (Spalt) gepfarrt. Die Einwohner evangelisch-lutherischer Konfession sind nach St. Christophorus (Spalt) gepfarrt.